# 红喉鹨

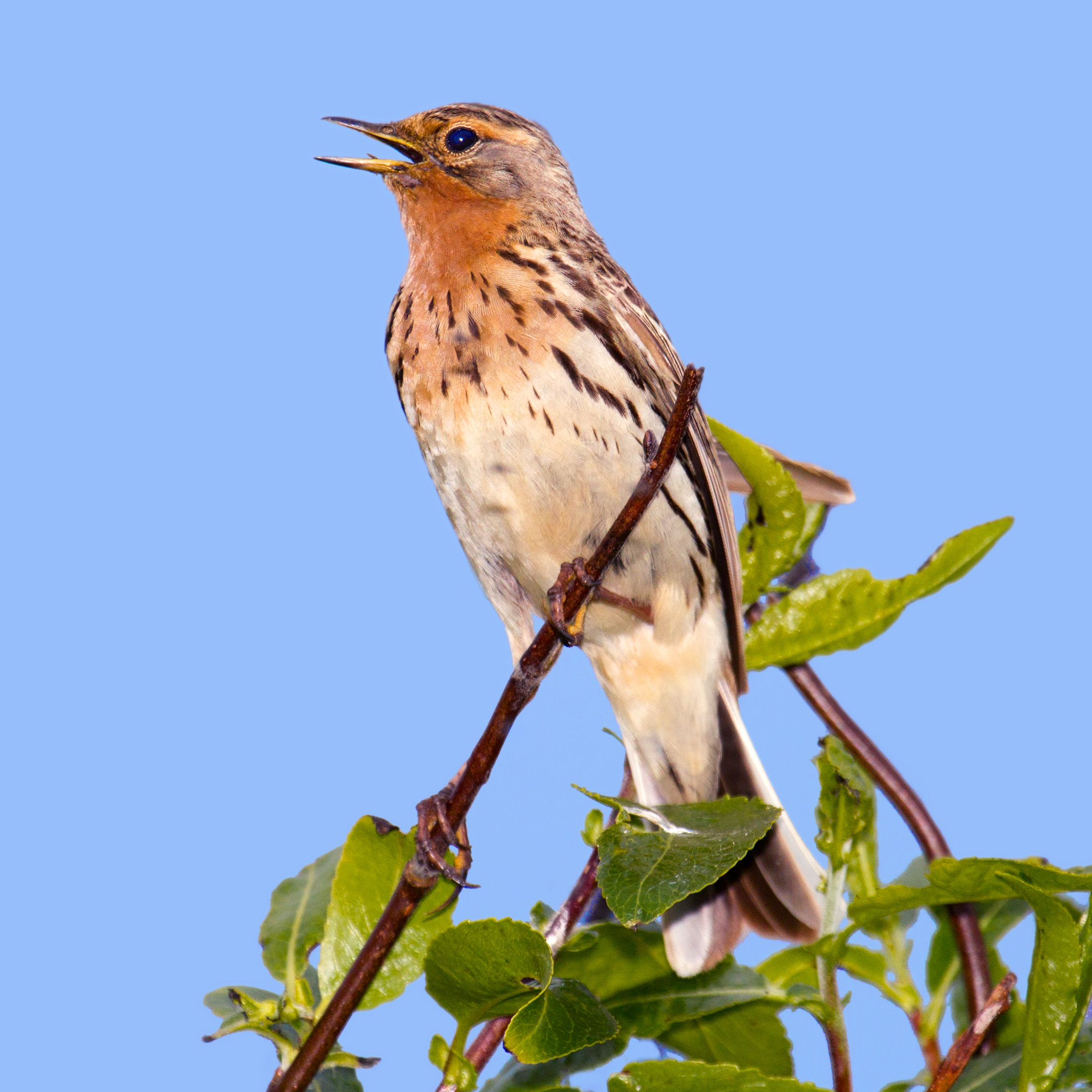

红喉鹨（学名：Anthus cervinus），又名紅喉鷚，为鶺鸰科鹨属的鸟类。在歐洲北部和古北界的遠北地區繁殖，並在阿拉斯加北部有少量分佈。它是一種長途遷徙的候鳥，冬季會遷徙至非洲、南及東亞，以及美國西海岸。它是歐洲西部的迷鳥。

## 詞源
其學名來自拉丁語。屬名Anthus 是草原小鳥的名稱，而種名cervinus 意指「鹿色的」，來自 cervus，即「鹿」。

## 描述
這是一種小型鷚，成鳥在繁殖季節容易以其磚紅色的臉和喉部辨認。其他羽毛形態下，該物種的外觀並不顯眼，背部有粗重的棕色條紋，帶有白色肩羽條紋，腹部為白底黑紋。其外形與草地鷚極為相似，在秋季時與林鷚也相似，但由於頭頂、背部、側腹、臀部和胸部的條紋較多，整體上顯得更加條紋化。赤喉鷚的飛行強勁且直接，飛行時會發出獨特的 psii 叫聲。

## 分布與棲地
分布于斯堪的纳维亚、拉普兰、前苏联、阿留申群岛、阿拉斯加、非洲、伊朗、阿富汗、巴基斯坦、印度、越南、泰国、朝鲜、菲、台湾岛以及中国大陆的内蒙古、东北、河北、山西、山东、江苏、湖北、四川、长江以南地区、西至云南、海南等地，多栖息于平原开阔的林间空地、草地、灌木丛、沼泽地、农田等处。该物种的模式产地在西伯利亚勘察加。

## 行為

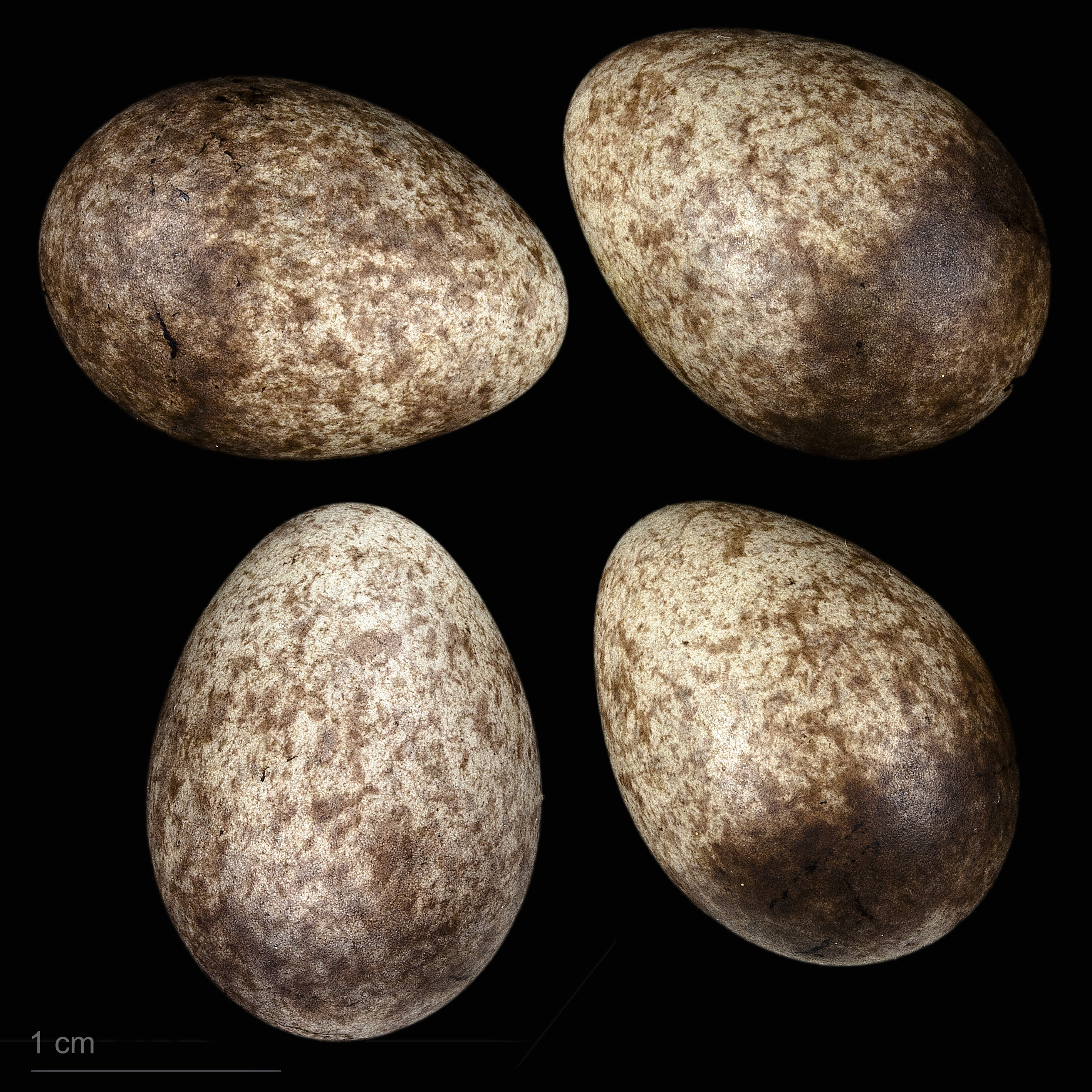
Anthus cervinus - 土魯斯博物館

赤喉鷚原生於北歐和亞洲的北方針葉林區。其繁殖棲地包括山地、沼澤和苔原等開闊地區。巢築於地面，通常在草叢旁、粗糙草地或沼澤中的小土丘上，由乾草和莎草組成，內襯馴鹿毛或絨毛。雌鳥會產下四到六枚卵，並孵化約兩週。雛鳥約12天後羽翼豐滿，準備離巢。赤喉鷚和其近親一樣以昆蟲為食，但也吃種子。

## 狀態
赤喉鷚的分佈範圍非常廣，全球總數估計約為兩百萬隻。根據國際自然保護聯盟的評估，該物種被列為無危，因其種群數量穩定，並未面臨特別的威脅。

## 圖庫

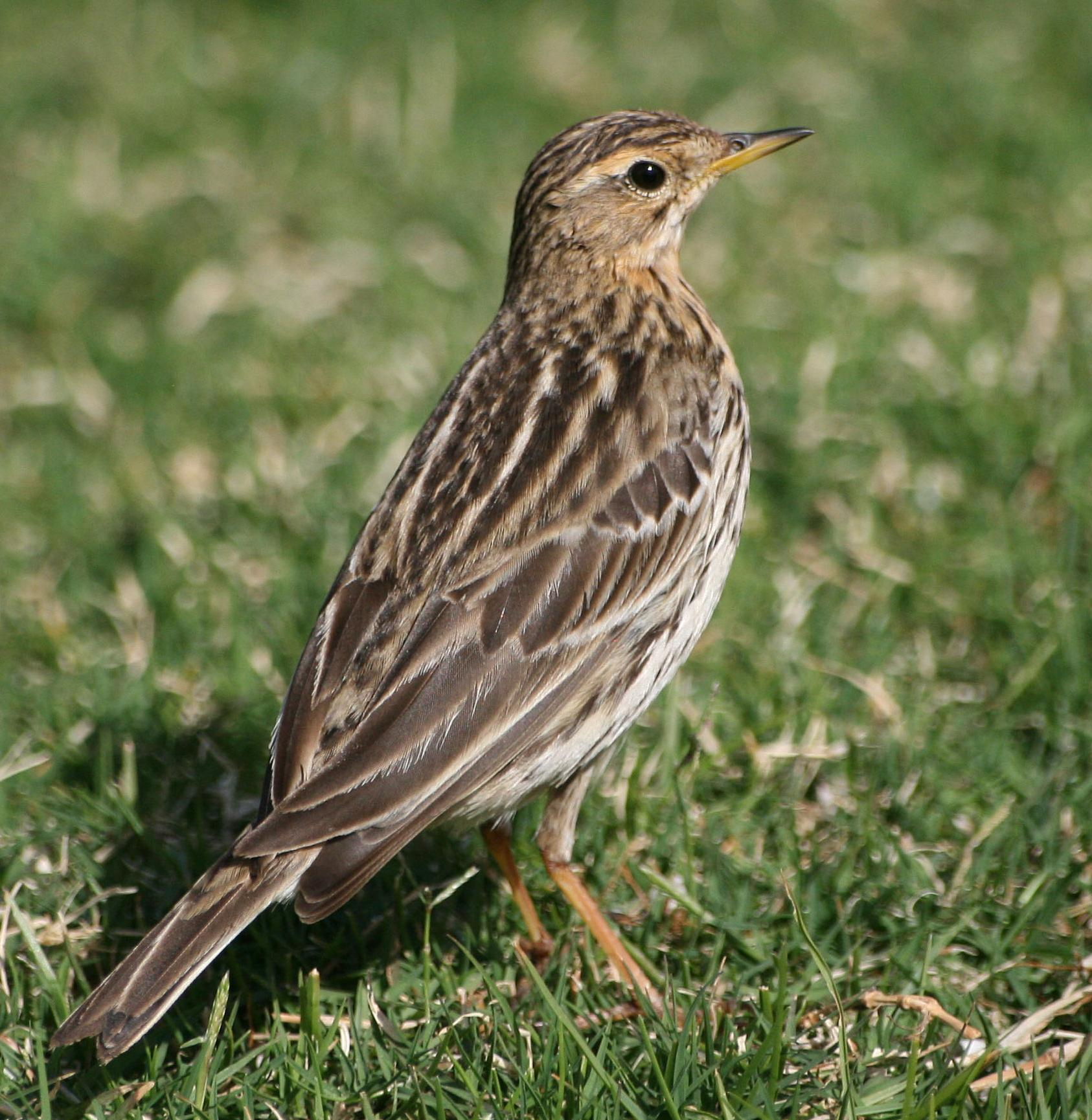
赤喉鷚
- 蘇瑪瑪，沙烏地阿拉伯王國 1992